# HM Nautical Almanac Office
Her Majesty's Nautical Almanac Office (HMNAO), de nos jours une partie de l'Institut hydrographique du Royaume-Uni, a été créée en 1832 sur le site de l'Observatoire royal de Greenwich (RGO) où The Nautical Almanac était publié depuis 1767. Le HMNAO produit des données astronomiques pour de nombreux utilisateurs comme notamment les astronomes, les marins, les aviateurs, les géomètres, les militaires, la police, les avocats, les groupes religieux, les architectes, les écoles, les fabricants de calendriers et d'agendas.
En 1937, le HMNAO devient une division de l'observatoire royal de Greenwich et déménage avec lui, d'abord à Herstmonceux, près de Hailsham dans le Sussex de l'Est en 1948, puis à Cambridge en 1990. Quand l'observatoire royal de Greenwich ferme en 1998, le HMNAO est transféré au Laboratoire Rutherford Appleton près de Abingdon dans le Oxfordshire. En décembre 2006, le HMNAO est transféré à l'Institut hydrographique du Royaume-Uni, qui est basé à Taunton dans le Somerset.

## Dirigeants du HMNAO

### Superintendents of the Nautical Almanac
- Thomas Young (1818–1829) — physicien et polymathe
- John Pond (1829–1831) — Astronomer Royal
- W. S. Stratford (en) (1831–1853) — il met en place une bureaucratie centrale en remplacement d'un système décentralisé
- John Russell Hind (1853–1891) — découvreur d'astéroïdes
- A. M. W. Downing (en) (1891–1910)
- Philip Herbert Cowell (1910–1930) — connu pour ses travaux menés avec Andrew Crommelin sur le calcul de l'orbite de la comète de Halley par intégration numérique avant son passage de 1910
- Leslie Comrie (1930–1936) — un pionnier du calcul numérique
- D. H. Sadler (1936–1970)
- G. A. Wilkins (1970–1989)
- B. D. Yallop (1989–1996)

### Heads of HM Nautical Almanac Office
- A. T. Sinclair (1996–1998)
- P. T. Wallace (1998–2006)
- S. A. Bell (2006–présent)

## Publications
- The Astronomical Almanac (conjointement avec l'Observatoire naval des États-Unis) (USNO)
- The Nautical Almanac (conjointement avec l'USNO)
- Astronomical Phenomena (conjointement avec l'USNO)
- The Star Almanac
- The UK Air Almanac
- Rapid Sight Reduction Tables for Navigation
- Planetary and Lunar Coordinates